# Catherine-Dominique de Pérignon

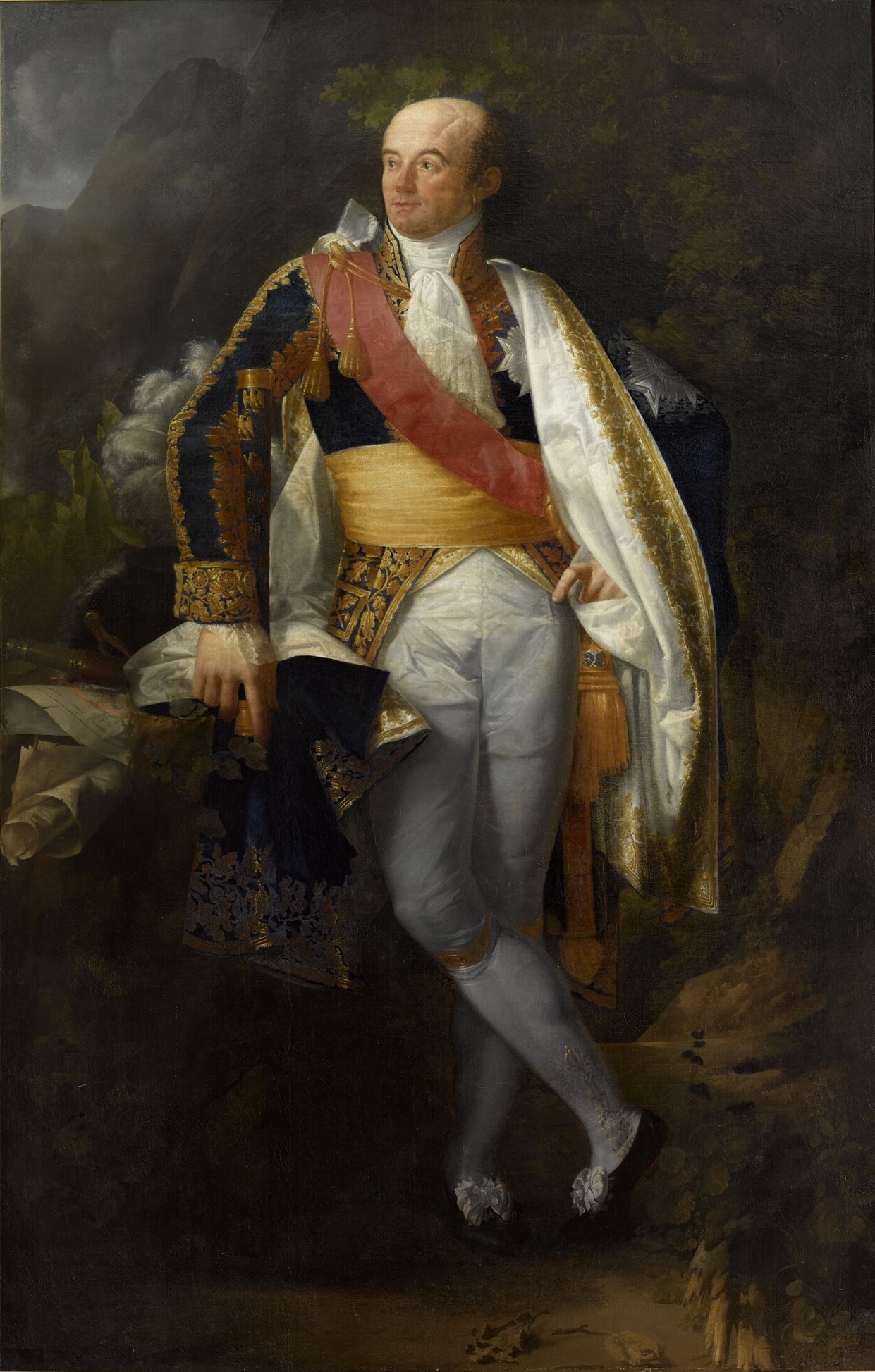
Catherine-Dominique de Pérignon

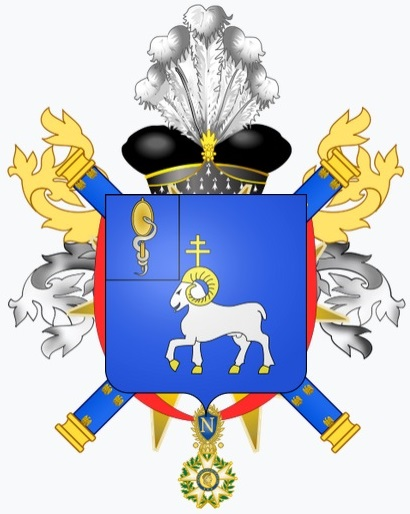
Wappen de Pérignons als comte d’Empire

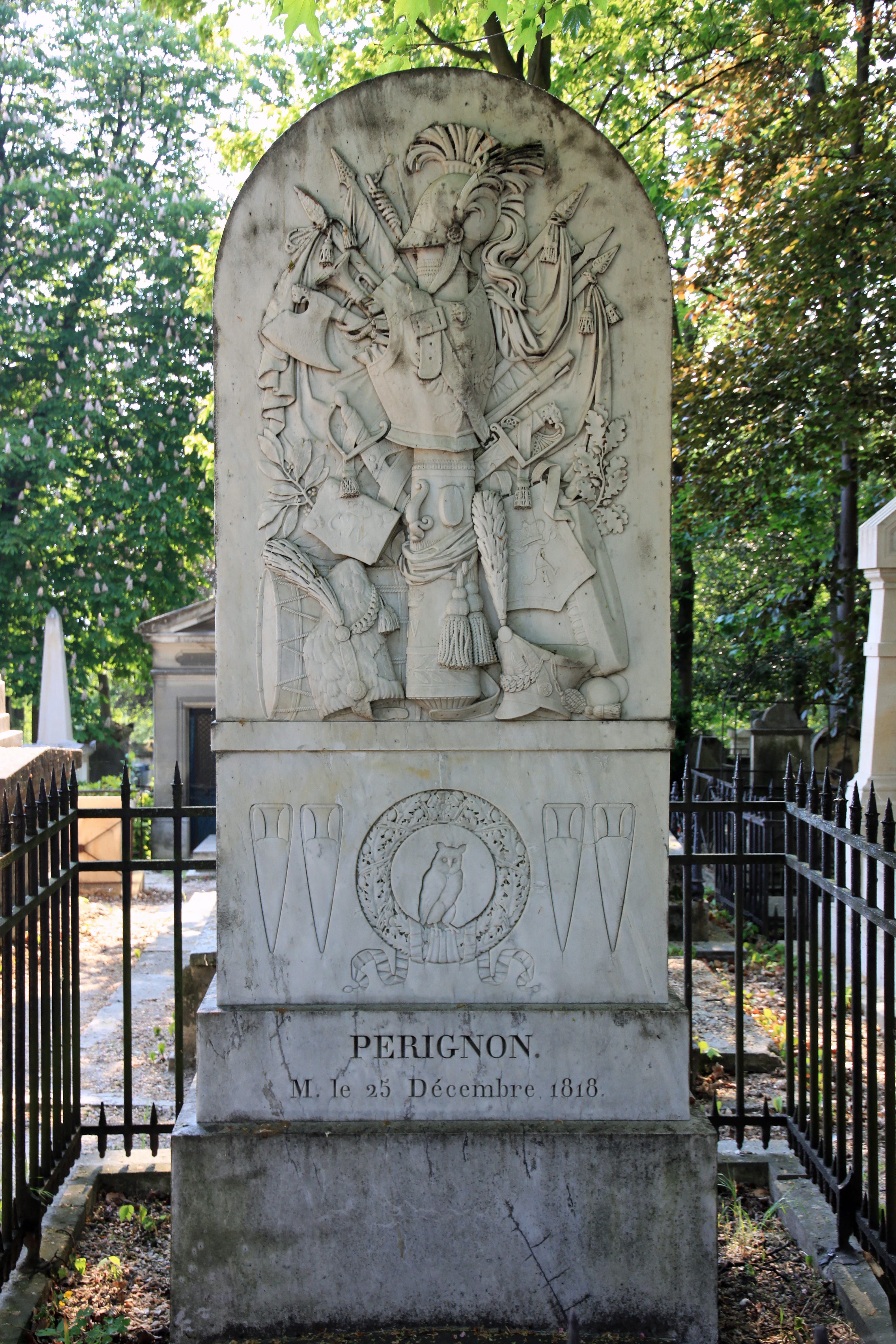
Pérignons Grab auf dem Friedhof Père-Lachaise

Catherine-Dominique, marquis de Pérignon (* 31. Mai 1754 in Grenade, Haute-Garonne, Frankreich; † 25. Dezember 1818 in Paris) war ein französischer Revolutionsgeneral, Maréchal d’Empire und nach der Restauration Pair von Frankreich.

## Leben
Nach seiner ersten Soldatenzeit, in der er am 18. August 1784 Sous-lieutenant wurde und kurz darauf den Dienst verließ, wurde er 1791 Volksdeputierter. Als der Krieg ausbrach, trat er wieder in die Armee ein und diente bei der Verteidigung der Pyrenäengrenze gegen Spanien.
Durch ruhmreiche Taten wurde er am 12. September 1793 zum Général de brigade und am 25. Dezember zum Général de division befördert. Im Feldzug 1794 konnte er erfolgreich die Spanier zurückdrängen. In der Schlacht bei Escola am 20. November, die er als Oberkommandierender führte, wurden 50.000 Spanier geschlagen, zurückgetrieben und die Stadt Figueiras konnte eingenommen werden. Anschließend eroberte er eine Bergfestung beim Ort Roses, indem er Kanonen und Material Steilwände hinaufziehen ließ. Die Stadt selber fiel nach einer 70-tägigen Belagerung.
Als am 22. Juni 1795 in Basel der Frieden zwischen Spanien und Frankreich vereinbart wurde, hatte Pérignon fast ganz Katalonien erobert. Bis 1797 vertrat er Frankreich am spanischen Hof, dann erhielt er das Kommando der Armée d’Italie zu einem Zeitpunkt, als viele der französischen Besitzungen an Österreich gefallen waren. In der Schlacht bei Novi, in der General Joubert fiel und Grouchy – später ebenfalls Marschall – unter ihm diente, zeichnete er sich erneut aus, wurde jedoch durch sieben Säbelhiebe schwer verwundet und gefangen genommen.
Nach seiner Heilung dankte Napoléon, der inzwischen erster Konsul war, ihm durch einen Senatorenposten. Am 11. September 1802 wurde er General-Kommissar der spanisch-französischen Grenzregulierung, am 19. Mai 1804 Marschall des Kaiserreichs.  Am 18. September 1806  wurde er durch Napoleon zum comte d’Empire erhoben und zum General-Gouverneur der Herzogtümer Parma und Piacenza ernannt; am 23. Juli 1808 löste er Jourdan als Kommandant und Gouverneur von Neapel ab. Er blieb hier bis 1814, als Murat, König von Neapel, die Seiten wechselte.
Zurück in Paris kam er kurz vor den alliierten Truppen an und stimmte im Senat für die Auflösung des Kaiserreiches. Ludwig XVIII. ernannte ihn u. a. am 4. Juni 1814 zum Pair von Frankreich. Als Gouverneur der 10. Militärdivision plante er im Süden Frankreichs den Widerstand gegen den von Elba zurückgekehrten Napoléon, es kam aber nicht mehr dazu. Während der Herrschaft der Hundert Tage blieb er unbeteiligt, sodass er in der Restauration seine Titel und Ämter behielt und am 10. Januar Gouverneur der 1. Militärdivision wurde. Am 30. Juni 1817 wurde er zum Marquis erhoben.

## Ehrungen
Sein Name ist am Triumphbogen in Paris in der 33. Spalte eingetragen.